# Mycena alphitophora
Mycena alphitophora é uma espécie de cogumelo da família Mycenaceae. A espécie foi descrita pela primeira vez como Agaricus alphitophorus por Miles Joseph Berkeley em 1877.